# Distretto di Mariscal Gamarra
Il distretto di Mariscal Gamarra è un distretto del Perù nella provincia di Grau (regione di Apurímac) con 3.965 abitanti al censimento 2007 dei quali 423 urbani e 3.542 rurali.
È stato istituito il 11 dicembre 1942.